# Ablerus
Ablerus is een geslacht van vliesvleugeligen uit de familie Aphelinidae. De wetenschappelijke naam van dit geslacht is voor het eerst geldig gepubliceerd in 1894 door Howard.

## Soorten
Het geslacht Ablerus omvat de volgende soorten:
- Ablerus albicaput Girault, 1924
- Ablerus aleuroides (Husain & Agarwal, 1982)
- Ablerus aligarhensis (Khan & Shafee, 1976)
- Ablerus amarantus Girault, 1932
- Ablerus americanus Girault, 1916
- Ablerus aonidiellae Hayat, 1974
- Ablerus arboris Girault, 1932
- Ablerus argentiscapus Girault, 1932
- Ablerus atomon (Walker, 1847)
- Ablerus baeusoides Girault, 1915
- Ablerus beenleighi Girault, 1926
- Ablerus bharathius (Subba Rao, 1984)
- Ablerus bicinctipes Girault, 1932
- Ablerus bidentatus Girault, 1913
- Ablerus bifasciatus (Girault, 1913)
- Ablerus biguttatibiae Girault, 1924
- Ablerus calvus (Huang, 1994)
- Ablerus capensis (Howard, 1907)
- Ablerus celsus (Walker, 1839)
- Ablerus chionaspidis (Howard, 1914)
- Ablerus chrysomphali (Ghesquière, 1960)
- Ablerus ciliatus De Santis, 1948
- Ablerus clisiocampae (Ashmead, 1894)
- Ablerus connectens Silvestri, 1927
- Ablerus crassus (De Santis, 1974)
- Ablerus delhiensis (Lal, 1938)
- Ablerus diana Girault, 1920
- Ablerus dozieri (Darling & Johnson, 1984)
- Ablerus elegantissimus Girault, 1913
- Ablerus elegantulus (Silvestri, 1915)
- Ablerus emersoni Girault, 1917
- Ablerus floccosus (Huang, 1994)
- Ablerus gargarae Hayat, 1998
- Ablerus gratus Girault, 1929
- Ablerus grotiusi Girault, 1913
- Ablerus hastatus Girault, 1932
- Ablerus howardii Girault, 1915
- Ablerus hyalinus Girault, 1913
- Ablerus impunctatipennis Girault, 1917
- Ablerus inquirenda Silvestri, 1927
- Ablerus lepidus (De Santis, 1974)
- Ablerus leucopidis Blanchard, 1942
- Ablerus longfellowi Girault, 1913
- Ablerus macchiae (Annecke & Insley, 1970)
- Ablerus macilentus (De Santis, 1974)
- Ablerus macrochaeta Silvestri, 1927
- Ablerus magistrettii Blanchard, 1942
- Ablerus marchali (Howard, 1898)
- Ablerus matritensis (Mercet, 1923)
- Ablerus miricilia Girault, 1929
- Ablerus mokrzeckii (Novicki, 1926)
- Ablerus molestus Blanchard, 1936
- Ablerus nelsoni Girault, 1921
- Ablerus novicornis Girault, 1931
- Ablerus nympha Girault, 1913
- Ablerus palauensis Doutt, 1951
- Ablerus pan Girault, 1913
- Ablerus perfuscipennis De Santis, 1954
- Ablerus perspeciosus Girault, 1916
- Ablerus peruvianus Girault, 1916
- Ablerus pexus (Huang, 1994)
- Ablerus piceipes Girault, 1913
- Ablerus pinifoliae (Mercet, 1912)
- Ablerus pius Girault, 1929
- Ablerus platensis (Brèthes, 1914)
- Ablerus plesius (Annecke & Insley, 1970)
- Ablerus plinii Girault, 1929
- Ablerus poincarei Girault, 1913
- Ablerus promacchiae Viggiani & Ren, 1993
- Ablerus pulcherrimus (Mercet, 1922)
- Ablerus pulchriceps Zehntner, 1899
- Ablerus pullicornis Girault, 1931
- Ablerus pumilus Annecke & Insley, 1970
- Ablerus punctatus Girault, 1921
- Ablerus rhea Girault, 1929
- Ablerus romae Girault, 1932
- Ablerus saintpierrei Girault, 1913
- Ablerus semifuscipennis (Girault, 1913)
- Ablerus separaspidis (Annecke & Insley, 1970)
- Ablerus sidneyi Girault, 1932
- Ablerus similis (De Santis, 1948)
- Ablerus socratis Girault, 1931
- Ablerus socrus Girault, 1915
- Ablerus speciosissimus (Girault, 1913)
- Ablerus speciosus Girault, 1913
- Ablerus stylatus (Mercet, 1927)
- Ablerus totifuscipennis Girault, 1929
- Ablerus unnotipennis Girault, 1915
- Ablerus venustulus Girault, 1915
- Ablerus williamsi (Annecke & Insley, 1970)
- Ablerus xenex Hayat, 2010